# Реакція Райсерта
Реакція Райсерта (англ. Reissert reaction) — взаємодія хіноліну (або ізохіноліну) з хлорангідридами карбонових кислот та ціанідом калію або натрію чи ціанідною кислотою з утворенням у випадку хінолінів 1-ацил-2-ціано-1,2-дигідрохінолінів (сполуки Райсерта); при гідролізі останніх утворюються альдегіди й хінальдинові кислоти, кожні з яких можуть бути цільовими продуктами.
Реакція Рейссерта також успішно протікає з ізохіноліном і більшістю піридинів.